# Земляной попугай
Земляной попугай (лат. Pezoporus wallicus) — вид птиц из семейства Psittaculidae.

## Внешний вид
Длина до 30 см. Окраска оперения неброская, скромная, в основном зелёно-жёлтого цвета с поперечными чёрными полосами. Грудь, шея и нижняя часть тела желтовато-зелёные, верхняя сторона зелёная, лоб красный. Окраска рулевых перьев зелёная с жёлтыми полосками. Когти, в отличие от других попугаев, у него прямые и довольно длинные.

## Распространение
Обитает в южной части Австралии и на Тасмании.

## Образ жизни
Селятся в болотистых местах и песчаных бесплодных участках. Живут поодиночке и парами. Очень ловко бегают в траве, а летают довольно плохо, только в случае опасности, когда не могут убежать. Пролететь этот попугай может не более 200 м, опускаясь вниз, он не парит, как бы падает на землю, касаясь её грудью. Его полёт похож на полёт курообразных птиц.

## Размножение
Гнездовой период приходится на сентябрь-декабрь. Это единственный попугай, который не строит гнёзд, а яйца откладывает прямо на землю или в различные углубления и ямки. В полной кладке 4 яйца, молодые вылетают спустя 25 дней после вылупления.

## Угрозы и охрана
Земляные попугаи сохранились только в отдельных местах своего бывшего ареала. Значительный ущерб им наносят лесные пожары. Добыча этих птиц запрещена законом.